# Monique Tisné
Monique Tisné, née le 17 mai 1920 à Paris où elle est décédée le 27 juillet 2009, est une femme politique française.

## Mandats
- Députée de Paris en 1976